# ردپا (فیلم)
ردپا (لهستانی: Pokot) فیلمی در ژانر مهیج، درام و داستان معمایی به کارگردانی آگنیشکا هولاند است که در سال ۲۰۱۷ منتشر شد.
داستان فیلم از روی کتاب پرفروش «گاوآهن خود را روی استخوان‌های مردگان بران» نوشتهٔ اولگا توکارچوک ساخته شده‌است. این فیلم که تولید مشترک لهستان، آلمان، جمهوری چک، سوئد و اسلواکی است در شصت و هفتمین جشنواره برلین برنده جایزه آلفرد بائر (خرس نقره‌ای) شد.

## گزیدهٔ بازیگران
- آگنیشکا ماندات
- ویکتور زبوروفسکی
- یاکوب گیرشائو
- پاتریتسیا وُلنی
- میروسلاو کروبوت
- بوریس شیتس
- توماش کُت
- آندژی گرابوفسکی
- آندژی کونوپکا
- زوفیا ویخواچ
- کاتاژینا هرمان
- مارچین بوساک
- کاتاژینا اسکارژانکا
- آرتور کرایفسکی
- پیوتر ژورافسکی
- آدام بوبیک